# Rzodkiewnik Hallera
Rzodkiewnik Hallera, rzeżusznik Hallera, gęsiówka Hallera (Arabidopsis halleri (L.) O’Kane & Al-Shehbaz) – gatunek rośliny z rodziny kapustowatych. Gatunek rzadko spotykany, górski, neutralny wobec kontynentalizmu. Według niektórych ujęć taksonomicznych  jest gatunek klasyfikowany jest do rodzajów Arabidopsis lub Arabis.

## Morfologia

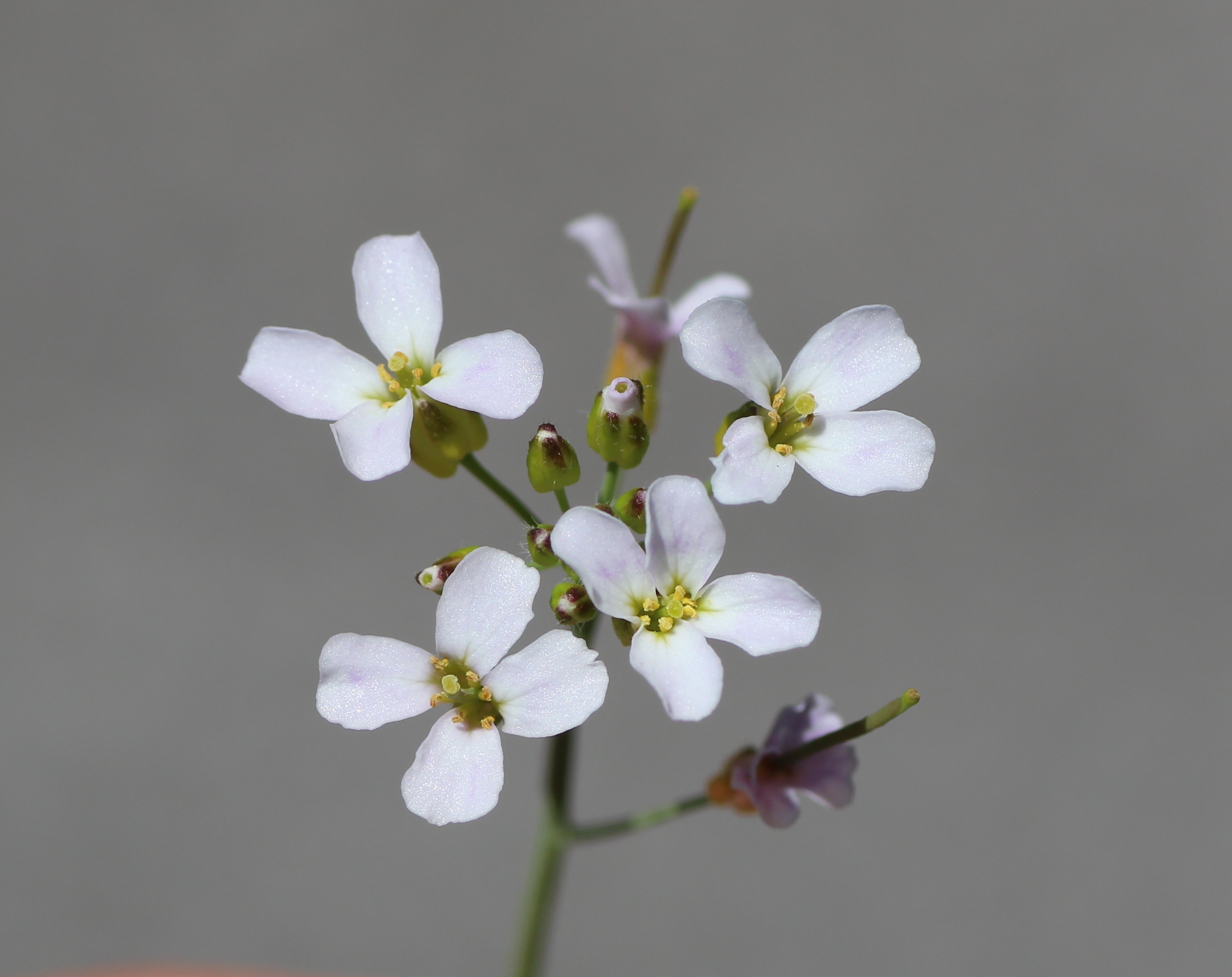
Kwiaty

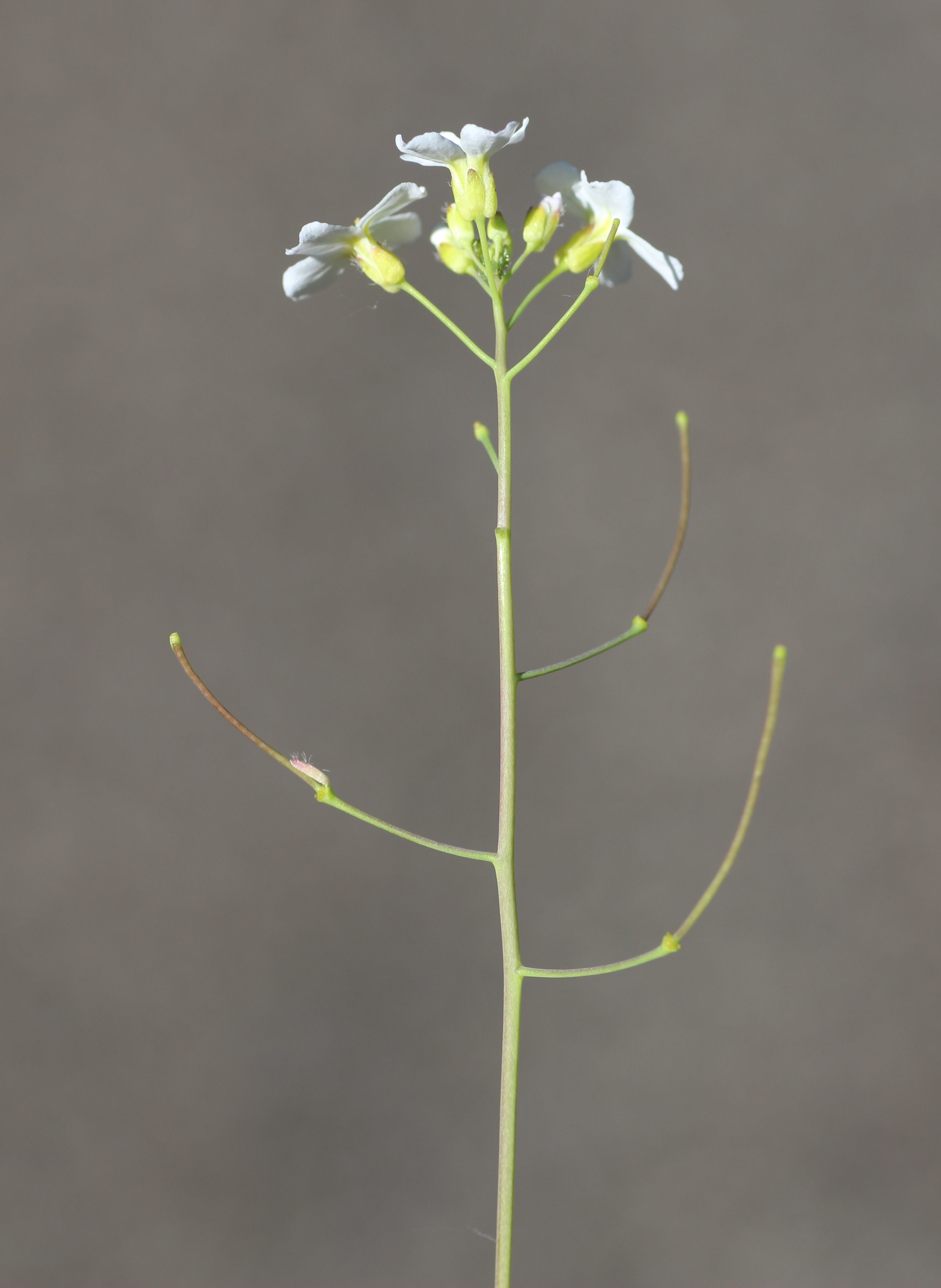
Owoce

PokrójBylina niska, skalna, z nadziemnymi rozłogami.
ŁodygaSzorstko owłosiona o wysokości od 15 do 40 cm, z nadziemnymi rozłogami. W dolnej części odstająco owłosiona z ząbkami.
LiścieDolne rozłogowe ułożone są w rozetkę, pierzastowcięte lub gruboząbkowane. Środkowe łodygowe największe. Górne liście łodygowe są lancetowate, wydłużone, zatokowo-ząbkowane lub całobrzegie.
KwiatyCzteropłatkowe, koloru białego, rzadziej bladoliliowego na szypułkach skupione na szczycie pędu.
OwoceŁuszczyny.

## Biologia i ekologia
RozwójBylina, autotrof, hemikryptofit, pączki zimujące znajdują się na poziomie ziemi. Kwiaty zapylane przez owady lub samopylne. Kwitnie od kwietnia do czerwca.
SiedliskoZbiorowiska trawiaste, brzegi potoków, przy leśnych dróżkach. Rośnie na stanowiskach umiarkowanie naświetlonych, w umiarkowanie chłodnych warunkach klimatycznych, preferuje gleby świeże, wilgotne, gliny piaszczyste i utwory pylaste, umiarkowanie kwaśne lub obojętne. Występuje na pogórzu Europy Środkowej i Południowej, w Polsce w Sudetach i Tatrach. W uprawach rolnych jest chwastem. W Tatrach występuje po piętro alpejskie.
FitosocjologiaW klasyfikacji zbiorowisk roślinnych gatunek charakterystyczny dla związku (All.) Polygono-Trisetion.
Interakcje międzygatunkoweRzodkiewnik Hallera jest jednym z trzech gatunków roślin, na których żeruje gąsienica motyla bielinka bryonie, pozostałe to tobołki polne i pleszczotka górska.